# Henri Poupart-Lafarge
Henri Poupart-Lafarge (* 10. April 1969 in Nancy) ist ein französischer Geschäftsmann und CEO des börsennotierten Alstom-Konzerns seit Februar 2016.
Er ist Absolvent der École polytechnique, École des Ponts ParisTech und des Massachusetts Institute of Technology (MIT). Er begann seine Karriere 1992 bei der Weltbank in Washington, D.C., bevor er 1994 in das französische Ministerium für Wirtschaft und Finanzen kam. Henri Poupart-Lafarge trat 1998 bei Alstom als Leiter Investor Relations und verantwortlich für die Managementkontrolle ein. Im Jahr 2000 wurde er dort zum Transmission und Distribution Sektor Senior Vizepräsident Finanzen berufen, eine Position, die er bis zum Verkauf des Sektors im Jahr 2004 hielt. Von 2004 bis 2010 war er Chief Financial Officer (CFO) der Alstom Group und von 2010 bis 2011 Präsident des Alstom Netzsektors sowie Präsident des Verkehrssektors der Alstom-Gruppe. Henri Poupart-Lafarge ist seit 1. Februar 2016 Vorsitzender und CEO der Alstom-Gruppe.
Am 27. September 2017 kündigten die Vorstandschefs von Siemens und Alstom, Joe Kaeser und Henri Poupart-Lafarge, die Zusammenlegung der Zugsparten beider Firmen an, wonach Henri Poupart-Lafarge der CEO der neuen Gruppe Siemens Alstom sein werde. Die EU-Kommission hat jedoch im Mai 2019 den Zusammenschluss kartellrechtlich untersagt.